# Giovanni Cefai

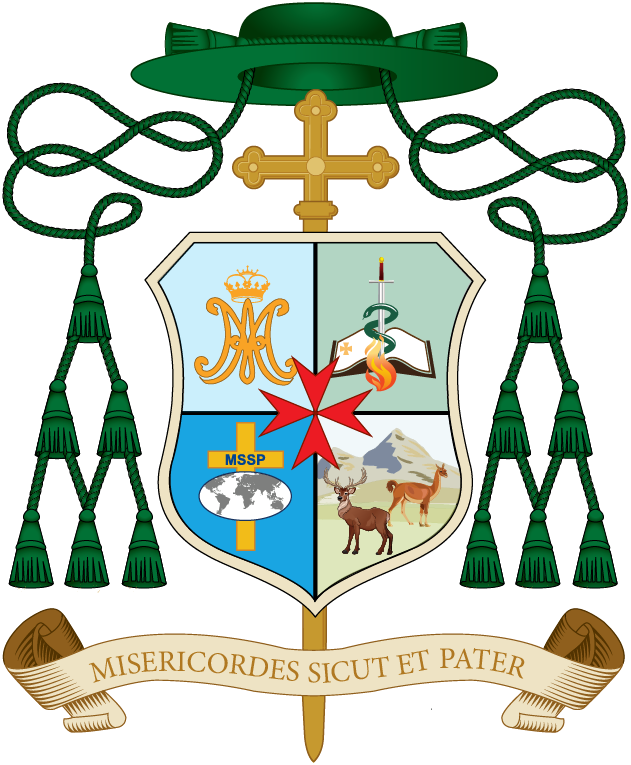
Bischofswappen von Giovanni Cefai

Giovanni Cefai MSSP (* 5. August 1967 in Żebbuġ, Malta) ist ein maltesischer Ordensgeistlicher und römisch-katholischer Prälat von Santiago Apóstol de Huancané.

## Leben
Giovanni Cefai trat 1984 der Ordensgemeinschaft der Missionsgesellschaft des heiligen Paulus (Missionalis Societas Sancti Pauli, MSSP) bei und legte am 23. Oktober 1994 die feierliche Profess ab. Er besuchte von 1987 bis 1991 das von Jesuiten geleitete Campion House in Osterley im Westen Londons, ein nach Edmund Campion benanntes Internat, das auf das Studium der Theologie vorbereitete, und studierte von 1991 bis 1997 Philosophie und Theologie an der Universität Malta. Am 23. Oktober 1994 legte er die Ewigen Gelübde ab. Am 6. Dezember 1997 empfing er das Sakrament der Priesterweihe. Von 1997 bis 1999 war er in der Jugendseelsorge in Malta tätig. Zudem absolvierte er ein postgraduierten Studium der Pastoraltheologie. 1999 erlangte er das Lizenziat der Theologie.
2001 entsandte sein Orden ihn nach Peru. Von 2002 bis 2013 war er Pfarrer der Pfarrei Santa Cruz in Arequipa. Von 2013 bis 2019 war er Pfarrer der Pfarrei Santiago Apóstol in Arequipa.
Am 3. April 2019 ernannte ihn Papst Franziskus zum ersten Prälaten von Santiago Apóstol de Huancané. Am 22. Juni 2019 wurde Giovanni Cefai von Erzbischof Javier del Río Alba von Arequipa in der Kathedrale von Arequipa zum Bischof geweiht. Am 30. Juni 2019 folgte die Amtseinführung in Huancané.